# Albert Batet i Canadell
Albert Batet i Canadell (Tarragona, 5 de març de 1979) és un polític català diputat al Parlament de Catalunya en l'onzena i desena legislatura i exalcalde de Valls, també es el Cap de l'oposició a Catalunya
Associat al Partit Demòcrata, va ser militant de Convergència Democràtica de Catalunya fins a la seva dissolució l'any 2016. Va ser alcalde de Valls des de 2008, arran de la dimissió de l'alcaldessa Dolors Batalla i va revalidar l'alcaldia tant el 2011 com el 2015. Prèviament havia ocupat diferents càrrecs com a regidor de l'ajuntament de la capital de l'Alt Camp des del 2003, com ara les regidories de Planejament i Urbanisme, Governació i Recursos Humans, Hisenda i Finances o Barri Antic. Va estudiar Direcció i Administració d'Empreses i té un Màster en Bussiness Administration per ESADE.
En el període 2011-2015 fou vicepresident Territorial del Camp de la Diputació de Tarragona i president del Patronat de Turisme de la Costa Daurada.
Ha ocupat diferents responsabilitats en el món del municipalisme com a vicepresident de l'Associació Catalana de Municipis i en el món sanitari; doncs és President del Pius Hospital de Valls.
Va ser cap de llista de Tarragona per CiU a les eleccions al Parlament de Catalunya de 2012. Fou novament escollit a les eleccions al Parlament de Catalunya de 2015 dins la llista de Junts pel Sí. A les eleccions al Parlament de Catalunya de 2017 fou escollit diputat, aquesta vegada amb la llista de Junts per Catalunya. També ho fou el 2021.
El 2024 es presentà a les eleccions al Parlament de Catalunya com a 5è a la llista per Barcelona de Junts. Fou la primera vegada que no es presentava per la demarcació de Tarragona. Fou el cap de campanya del partit i va obtenir un escó al Parlament.